# Han Kwang-song
Đây là một tên người Triều Tiên, họ là Han.
Han Kwang-song (Hangul: 한광성; Hanja: 韓光成; Hán-Việt: Hàn Quang Thành; sinh ngày 11/9/1998) là một cầu thủ bóng đá chuyên nghiệp Bắc Triều Tiên hiện đang đá ở vị trí Tiền đạo cho câu lạc bộ Al-Duhail, và đội tuyển quốc gia Triều Tiên. Một cầu thủ thuận cả hai chân, những đặc điểm chính của anh là khả năng rê bóng, hướng đến mục tiêu và tầm nhìn của trận đấu.

## Câu lạc bộ sự nghiệp

### Cagliari

#### 2017: Năm ra mắt
Han Kwang-song gia nhập Cagliari ở cấp học viện năm 2017, sau một thời gian thử nghiệm thành công. Han Kwang-song trở thành người Bắc Triều Tiên đầu tiên chơi ở Serie A trong trận thắng 3-1 trên sân khách trước Palermo, ngày 2 tháng 4 năm 2017, ra sân như một sự thay thế cho Marco Sau ở phút 86. Anh ấy đã ghi bàn thắng đầu tiên cho câu lạc bộ trong trận thua 3-2 tại sân nhà trước Torino ngày 9 tháng 4 với bàn thắng cuối vào phút bù giờ thứ năm của trận đấu, qua đó trở thành người Bắc Triều Tiên đầu tiên ghi bàn ở Serie A. Ngày 13 tháng 4 năm 2017, Han đã ký hợp đồng gia hạn để tiếp tục chơi cho Cagliari cho đến năm 2022. Anh ấy đã chơi tổng cộng năm trận đấu, ghi bàn một lần.

#### 2017–18: Cho Perugia mượn lần đầu
Ngày 7 tháng 8 năm 2017, anh được cho đội bóng Perugia tại Serie B mượn. Anh ra mắt câu lạc bộ trong trận đấu tại vòng ba Coppa Italia với Benevento, nơi anh được thay thế cho Simone Emmanuello ở phút thứ 79. Perugia đã chiến thắng 4–0 trong trận đấu. Vào ngày 27 tháng 8 năm 2017, anh đã ghi được một hat-trick trong lần ra mắt Serie B cho Perugia trong chiến thắng 5-1 trước Virtus Entella.
Han Kwang-song đã ghi bảy bàn thắng cho Perugia sau 17 trận trong mùa giải 2017-2018, trước khi trở lại Cagliari ngày 1 tháng 2 năm 2018.

#### 2018: Trở lại Cagliari
Trận đấu đầu tiên của anh với tư cách là tân binh cho Cagliari, và tại Serie A, diễn ra ngày 27 tháng 2 trong trận thua 5-0 trên sân nhà trước Napoli. Anh đã chơi bảy trận trong mùa giải 2017-2018.

#### 2018–19: Cho Perugia mượn lần 2
Ngày 15/8/2018, Han Kwang-song trở lại Perugia theo thủa thuận cho mượn lần thứ 2. Ban đầu không thể thi đấu do chấn thương, anh đã ghi bàn thắng đầu tiên trong mùa giải của mình trước Ascoli trong chiến thắng 0-3 trên sân khách. Anh kết thúc mùa giải 2018-2019 với bốn bàn thắng sau 20 trận đấu.

#### 2019–21: Cho Juventus mượn
Ngày 2/9/2019, Han Kwang-song xác nhận thời điểm chuyển đến Juventus theo thảo thuận cho mượn 2 năm từ Cagliari, với một điều khoản mua đứt vào cuối kỳ hạn. Nhà vô địch Serie A ban đầu chuyển anh đến đội dự bị của họ chơi ở Serie C: Juventus U23.

## Thống kê nghề nghiệp

### Câu lạc bộ
Tính đến 2/9/2019
| Câu lạc bộ              | Giải    | Mùa     | Leage | Leage | Cup  | Cup   | Europe | Europe | Khác | Khác  | Tổng | Tổng  |
| Câu lạc bộ              | Giải    | Mùa     | Apps  | Goals | Apps | Goals | Apps   | Goals  | Apps | Goals | Apps | Goals |
| ----------------------- | ------- | ------- | ----- | ----- | ---- | ----- | ------ | ------ | ---- | ----- | ---- | ----- |
| Cagliari                | Serie A | 2016–17 | 5     | 1     | 0    | 0     | –      | –      | –    | –     | 5    | 1     |
| Perugia (cho mượn)      | Serie B | 2017–18 | 17    | 7     | 2    | 0     | –      | –      | –    | –     | 19   | 7     |
| Cagliari                | Serie A | 2017–18 | 7     | 0     | 0    | 0     | –      | –      | –    | –     | 7    | 0     |
| Cagliari                | Total   | Total   | 12    | 1     | 0    | 0     | –      | –      | –    | –     | 12   | 1     |
| Perugia (cho mượn)      | Serie B | 2018–19 | 20    | 4     | 0    | 0     | –      | –      | –    | –     | 20   | 4     |
| Perugia (cho mượn)      | Total   | Total   | 37    | 11    | 2    | 0     | –      | –      | –    | –     | 39   | 11    |
| Juventus U23 (cho mượn) | Serie C | 2019–20 | 0     | 0     | 0    | 0     | –      | –      | –    | –     | 0    | 0     |
| Tổng số                 | Tổng số | Tổng số | 49    | 12    | 2    | 0     | –      | –      | –    | –     | 51   | 12    |

### Quốc tế
Tính đến ngày 11 tháng 6 năm 2024
| Đội tuyển quốc gia | Năm       | Trận | Bàn |
| ------------------ | --------- | ---- | --- |
| CHDCND Triều Tiên  | 2017      | 2    | 0   |
| CHDCND Triều Tiên  | 2018      | 1    | 0   |
| CHDCND Triều Tiên  | 2019      | 7    | 1   |
| CHDCND Triều Tiên  | 2023      | 2    | 1   |
| CHDCND Triều Tiên  | 2024      | 3    | 0   |
| Tổng cộng          | Tổng cộng | 15   | 2   |

Tính đến ngày 21 tháng 11 năm 2023
Bàn thắng và kết quả của CHDCND Triều Tiên được để trước.
| # | Ngày                 | Địa điểm                                 | Đối thủ      | Bàn thắng | Kết quả | Giải đấu                 |
| - | -------------------- | ---------------------------------------- | ------------ | --------- | ------- | ------------------------ |
| 1 | 14 tháng 11 năm 2019 | Köpetdag Stadium, Ashgabat, Turkmenistan | Turkmenistan | 1–3       | 1–3     | Vòng loại World Cup 2022 |
| 2 | 21 tháng 11 năm 2023 | Sân vận động Thuwunna, Yangon, Myanmar   | Myanmar      | 3–0       | 6–1     |                          |